# Bataille navale de Vélez-Málaga
Guerre de Succession d'Espagne
Batailles
Campagnes de Flandre et du Rhin
- Landau (1702)
- Friedlingen (1702)
- Kehl (1703)
- Ekeren (1703)
- Höchstädt (1703)
- Spire (1703)
- Schellenberg (Donauworth) (1704)
- Blenheim (1704)
- Landau (1704)
- Vieux-Brisach (1704)
- Eliksem (1705)
- Ramillies (1706)
- Stollhofen (1707)
- Cap Béveziers (1707)
- Cap Lizard (1707)
- Audenarde (1708)
- Wynendaele (1708)
- Lille (1708)
- Gand (1708)
- Malplaquet (1709)
- Douai (1710)
- Bouchain (1711)
- Denain (1712)
- Bouchain (1712)
- Douai (1712)
- Landau (1713)
- Fribourg (1713)

Campagnes d'Italie
- Carpi (1701)
- Chiari (1701)
- Crémone (1702)
- Luzzara (1702)
- Verceil (1704)
- Cassano (1705)
- Nice (1705-1706)
- Calcinato (1706)
- Turin (1706)
- Castiglione (1706)
- Toulon (1707)
- Gaeta (1707)
- Cesana (1708)
- Syracuse (1710)

Campagnes d'Espagne et de Portugal
- Cadix (1702)
- Vigo (navale 1702)
- Cap de la Roque (1703)
- Gibraltar (août 1704)
- Ceuta (1704) (es)
- Málaga (1704)
- Gibraltar (1704-1705)
- Marbella (1705)
- Montjuïc (1705)
- Barcelone (1705)
- Badajoz (1705)
- Barcelone (1706)
- Murcie (1706) (es)
- El Albujón (1706) (es)
- Santa Cruz de Ténérife (1706) (en)
- Almansa (1707)
- Xàtiva (1707)
- Ciudad Rodrigo (1707) (en)
- Lérida (1707)
- Tortosa (1708)
- Minorque (1708)
- Gudiña (1709)
- Almenar (1710)
- Saragosse (1710)
- Brihuega (1710)
- Villaviciosa (1710)
- Barcelone (1713-1714)

Campagnes de Hongrie
- Saint-Gotthard (1703) (en)
- Biskupice (1704) (en)
- Smolenice (1704) (en)
- Koroncó (1704) (en)
- Zsibó (1705) (en)
- Saint-Gotthard (1705) (en)
- Trenčín (1708) (en)

Antilles et Amérique du sud
- Santa Marta (1702)
- Guadeloupe (1703)
- Nassau (1703)
- Colonia del Sacramento (1704)
- Carthagène (1708)
- Rio (1710)
- Carthagène (1711)
- Rio (1711)
- Cassard (1712)

La bataille de Vélez-Málaga ou bataille de Málaga est une bataille navale qui a lieu le 24 août 1704 au sud de Malaga. Ce fut la plus grande bataille navale de la guerre de Succession d'Espagne.

## Contexte
La bataille navale de Vélez-Malaga intervient pendant la guerre de Succession d'Espagne (1701-1714). Dans ce conflit, la France soutient le roi d'Espagne Philippe V, petit-fils du roi de France Louis XIV, contre les autres puissances européennes (archiduché d'Autriche, royaume d'Angleterre, Provinces-Unies).
La prise de Gibraltar par l'amiral anglais Rooke le 4 août 1704 pose un grave problème au roi de France. Désormais, les escadres de Toulon sont coupées de l'Atlantique. Aussi, Louis XIV décide-t-il de reprendre Gibraltar aux Anglais.
Pour ce faire, il confie le commandement de la flotte à Louis Alexandre de Bourbon, comte de Toulouse et amiral de France, ce qui, au demeurant, constitue un acte unique dans l'histoire de la marine de la fin du XVIIe et du XVIIIe siècle. L'entreprise française n'aboutit pas au résultat escompté (Gibraltar reste aux Anglais) mais la flotte britannique subit de lourdes pertes en hommes, ce qui entraîne la démission de l'amiral Rooke. Les vaisseaux de l'amiral Byng, le « héros de Gibraltar », n'ont pas participé à l'affrontement faute de munitions. Prudemment, la flotte française se replie sur Toulon sans avoir perdu un seul bâtiment.
Gibraltar appartient encore aujourd'hui aux Britanniques ce qui occasionne de temps à autre des tensions diplomatiques entre l'Espagne et le Royaume-Uni.

## Forces en présence
On trouve, d'un côté, une flotte franco-espagnole (mais la participation espagnole se limite à la présence de galères qui ne prendront pas part au combat), et, de l'autre, une flotte anglo-hollandaise.

### Flotte française
La mobilisation de l'escadre du Ponant, basée à Brest dans l'océan Atlantique et de l'escadre du Levant, basée à Toulon en Méditerranée, permettent à la France de réunir un total de 93 navires. L'armée navale dispose de 3 522 canons et de 24 275 hommes.

### Flotte anglo-batave
Rooke possède 65 navires dont 53 vaisseaux et 12 autres bâtiments dont quelques galiotes à bombes, sans compter les navires hollandais. La flotte anglaise dispose de 3 614 canons et de 22 453 hommes. Mais au total, « les flottes, pour le nombre des vaisseaux, étaient à peu près égales ».

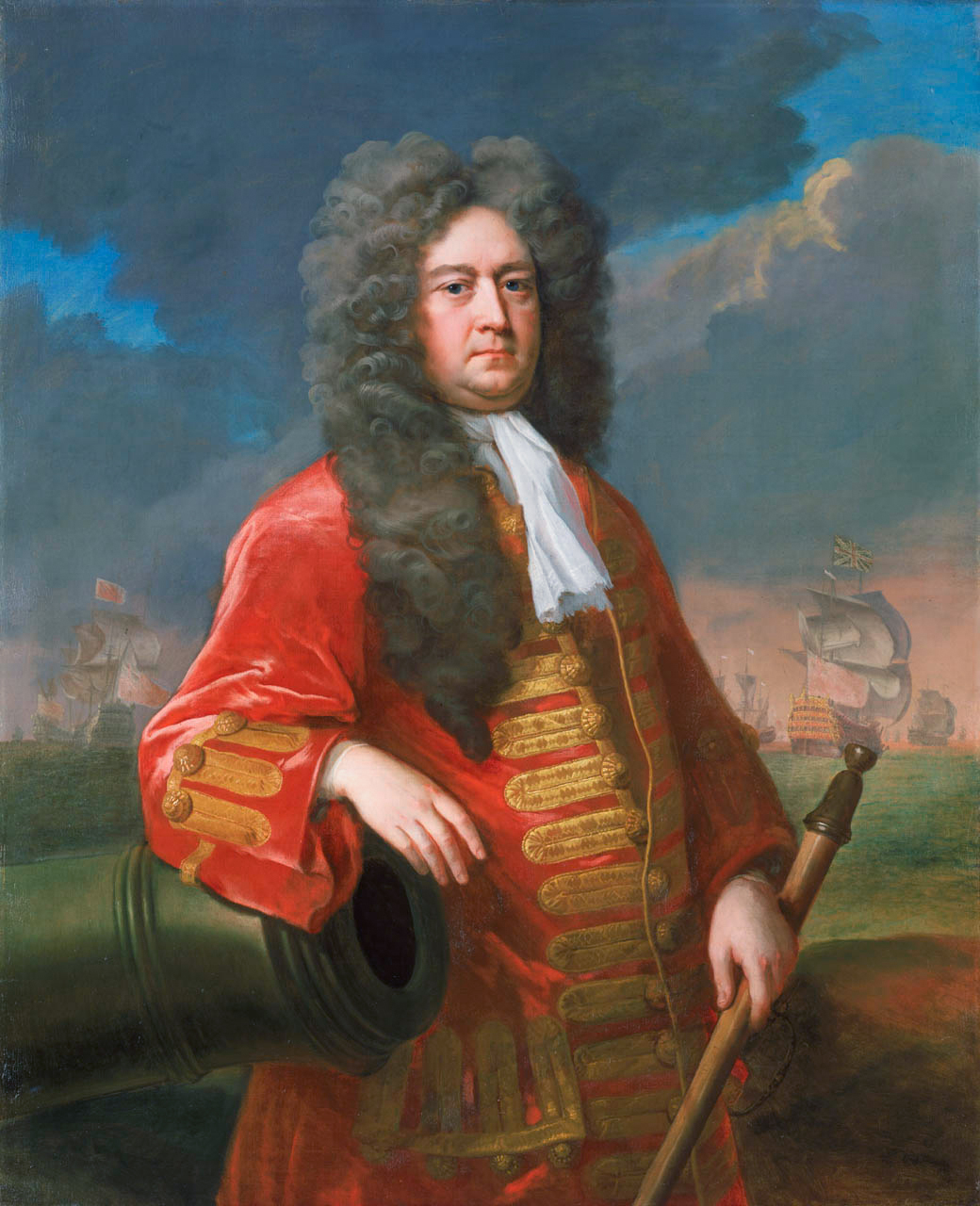
Admiral Sir George Rooke, par M Dahl, aux environs de 1705.

Sous les ordres de George Rooke.

## Combat

### Préliminaires, 22 et 23 août.
Après la capture de Gibraltar, la flotte anglo-hollandaise est partie sur les côtes de Barbarie, pour s'y approvisionner. Le 19 août, HMS Centurion, un de ses navires éclaireurs, signale la présence des Français. Il revient vers Gibraltar pour rembarquer une partie des artilleurs et des fusiliers-marins qu'il avait débarqués pour prendre puis défendre la forteresse. Il repart alors vers l'est, louvoyant contre le vent.
La flotte française a appareillé de Toulon le 22 juillet. Le 12 août, elle est à Barcelone quand elle reçoit la nouvelle de la capture anglaise et l'ordre de reprendre Gibraltar. La flotte fait voile vers le sud. Le 21 août, elle est à Vélez-Málaga pour y faire de l'eau. Le 22, vers 15 heures, le comte de Toulouse est avisé de l'approche de la flotte ennemie, venant de l'est. Il n'y a pas de vent et les galères ne peuvent tirer les vaisseaux.
Le lendemain, 23 août, une légère brise d'est permet aux Français d'appareiller. Au soir les deux flottes sont toujours éloignées.
Le dimanche 24 août au matin, les adversaires sont à environ 9 milles de distance. Ils font route au sud, sous une légère brise d'est et sont formés en ligne de file qui s'étire sur près de 12 kilomètres. Les Anglais sont au vent des Français.

### Disposition des forces et plans prévus

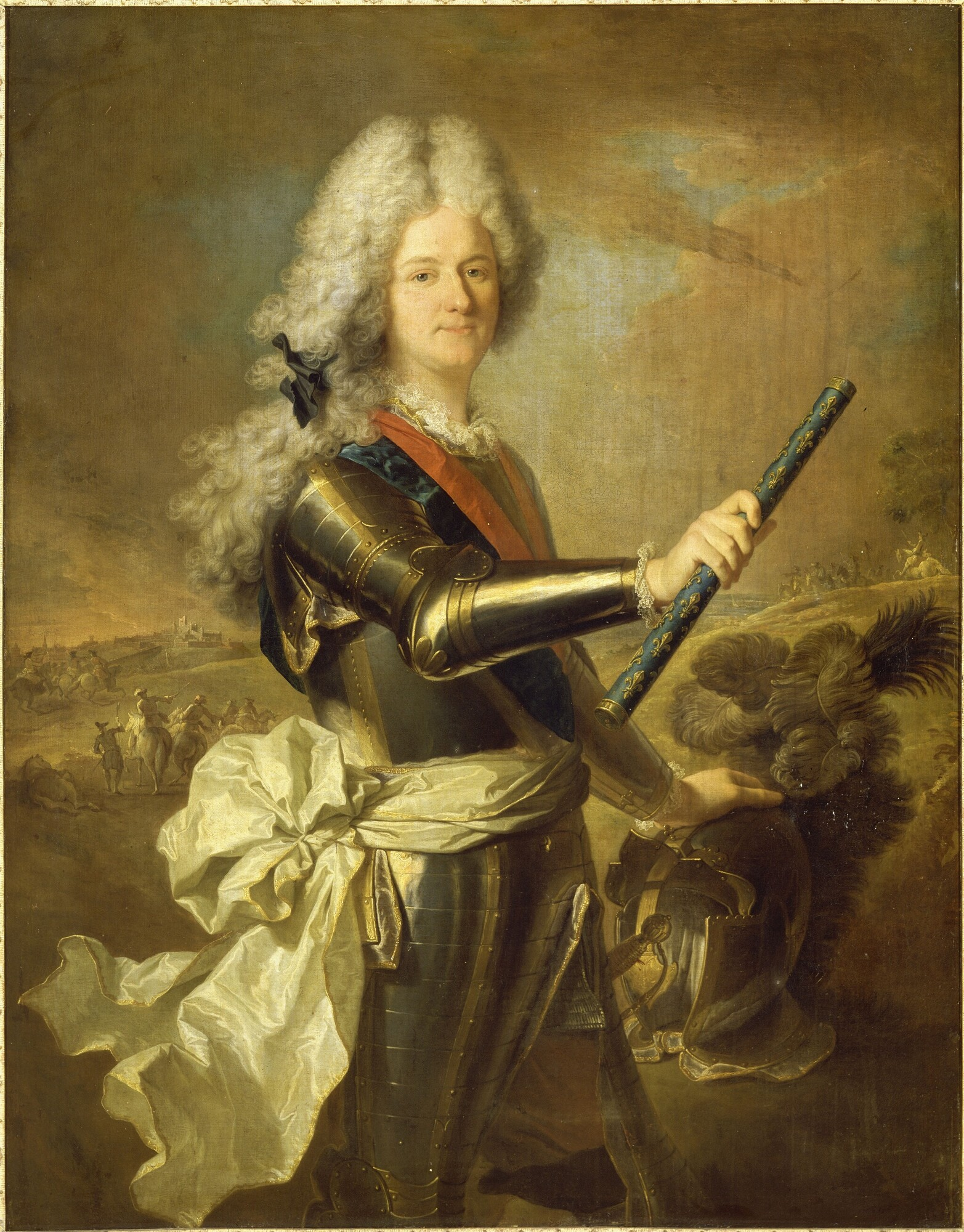
Le Comte de Toulouse

- Les Français.
  - Le commandement.

La flotte française est sous le commandement du comte de Toulouse. Âgé de 20 ans, celui-ci s'est vu adjoindre le maréchal Victor Marie d'Estrées pour compenser son inexpérience.
Les autres officiers généraux comptent parmi les meilleurs de la marine. Villette-Mursay dirige l'avant-garde ; De Langeron, l'arrière-garde.
- - Ordre de bataille.
  - Plans.
- Les Britanniques.
  - Le commandement.
  - Ordre de bataille.
  - Plans.

### Déroulement du combat
Le combat s'engage le 24 août 1704 à 8 heures du matin. Les Anglais, placés au vent des Français, se laissent porter vers eux pour engager le combat.
L'avant-garde française de Villette-Mursay essaie de doubler l'avant-garde britannique de Schovell, pour la prendre entre deux feux. Celle-ci augmente sa vitesse pour contrer la manœuvre. Ce faisant, se creuse un espace entre le corps de bataille et l'avant-garde britannique.
Le comte de Toulouse tente de profiter du passage pour rompre la ligne anglaise mais la manœuvre échoue. La plupart des historiens oublient de mentionner cette volonté de vouloir rompre la ligne et les théories du Père Hoste La canonnade devient générale tout au long de la ligne de bataille. Le vaisseau amiral français, Le Foudroyant, parvient à démâter le navire amiral anglais, Royal Catherine. Le Sérieux, de Champmeslin, tente par 3 fois de prendre à l'abordage le Kent, sans succès. Le hollandais Albermarle, deux-ponts de 64 canons, ne craint pas de se mesurer au Soleil Royal, trois-ponts de 102 canons.
« On n'avait pas vu de longtemps à la mer de combat plus furieux ni plus opiniâtre ». Rooke écrit : « C'est une des plus dures batailles que j'ai jamais vues. »
Vers 16 heures, le combat s'éteint à l'avant-garde. Le Fier, de Villette-Mursay, a reçu une bombe qui a détruit une partie de son arrière et de sa dunette. Le vaisseau sort de la ligne. Mais son escadre interprète mal son mouvement, croyant devoir suivre un ordre de dégagement. L'avant-garde britannique en profite pour venir au secours de l'escadre rouge.
Cependant les Britanniques ne poussent pas leur avantage et le combat au centre décroit et s'éteint vers 18-19 heures. À l'arrière-garde, le feu continue jusque vers 20 heures. Les deux flottes s'éloignent pour la nuit.

### Situation les 25 et 26 août
Le 25, le vent est passé à l'ouest. Les deux flottes restent en vue l'une de l'autre et réparent leurs dommages. Les Britanniques ont été particulièrement malmenés car les Français ont surtout tiré « à démâter ».
Le 26, le vent est repassé à l'est. Les deux flottes reviennent en vue l'une de l'autre, mais évitent de reprendre le combat. Chez les Britanniques, il ne peut en être question : ils sont quasiment à court de munitions. Chez les Français, on discute, puis on décide que l'on a gagné puisque l'adversaire ne veut pas reprendre le combat. La flotte repart vers Toulon.
Le 27, au soulagement des Britanniques, la flotte française n'est plus en vue. Gibraltar ne sera pas inquiété. Mais Rooke sera critiqué et n'obtiendra plus de commandements.

## Bilan
La bataille de Vélez-Málaga est l'une des plus rudes des guerres maritimes de Louis XIV. Les Français ont tiré 102 886 coups de canons.
Aucun navire n’a été capturé ni détruit au cours de la bataille, mais les pertes n’en sont pas moins élevées. La France déplore 1 585 tués (34,4 %) contre 2 325 pour les Anglais (50,4 %) et 700 pour les Hollandais (15,2 %), soit un total de 4 610 morts en 12 heures. En moyenne cela représente un mort toutes les dix secondes.
Cette bataille, livrée selon les règles théorisées, entre autres, par le Père Hoste, va devenir emblématique. D'abord parce qu'elle sera le dernier engagement majeur livré pendant près de quarante ans et qu'elle restera comme référence pour les nouvelles générations de marins. Les Britanniques y trouveront les raisons de chercher l'avantage du vent pour combattre, les Français leurs raisons de choisir le combat sous le vent. Pour les deux camps, elle provoque la sacralisation de la ligne de bataille, comme seule formation capable d'assurer la victoire ou, à tout le moins, d'éviter la défaite. En ce sens, Vélez-Málaga annonce, et explique la bataille de Toulon (1744).

## Sources et bibliographie
- Article
- A. Chabaud-Arnault, Études historiques sur la marine militaire de France, in Revue Maritime et Coloniale sur Gallica, 1890, tome 106, pages 400 et suivantes.
- Livres
- Patrick Villiers=, Les Saint-Philippe et les vaisseaux de 1er rang de Louis XIII à Louis XIV, Nice, Ancre, 1991, p. 190 pages
- Eugène Sue, Histoire de la marine française, t. IV, Au dépôt de la librairie, 1845, 508 p. (lire en ligne)
- Michel Vergé-Franceschi, Chronique maritime de la France d'Ancien Régime (1492-1792), Paris, SEDES, 1998
- H.-E. Jenkins, Histoire de la marine française : des origines à nos jours, Paris, Albin Michel, 1977, 428 p. (ISBN 2-226-00541-2)
- Jean-Claude Castex, Dictionnaire des batailles navales franco-anglaises, Laval (Canada), éditions Presses Université de Laval, 2004 (ISBN 2-7637-8061-X, lire en ligne)
- Étienne Taillemite et Maurice Dupont, Les guerres navales Françaises du Moyen Âge à la guerre du Golfe, SPM, 1995 (ISBN 2-901952-21-6)
- Jean Meyer et Martine Acerra, Histoire de la marine française : des origines à nos jours, Rennes, Ouest-France, 1994, 427 p. [détail de l’édition] (ISBN 2-7373-1129-2, BNF 35734655)
- Michel Vergé-Franceschi (dir.), Dictionnaire d'Histoire maritime, éditions Robert Laffont, coll. « Bouquins », 2002
- Guy Le Moing, Les 600 plus grandes batailles navales de l'Histoire, Rennes, Marines Éditions, mai 2011, 620 p. (ISBN 978-2-35743-077-8)

en anglais
- (en) Nicholas B&T Tunstall, Naval Warfare in the Age of Sail : The Evolution of Fighting Tactics, 1650-1815, Londres, 1990 (ISBN 0785814264)